# Neallogaster choui
Neallogaster choui är en trollsländeart som beskrevs av Yang och Li 1994. Neallogaster choui ingår i släktet Neallogaster och familjen kungstrollsländor. Inga underarter finns listade i Catalogue of Life.